# Tierra Ruffin-Pratt
Tierra Ruffin-Pratt est une joueuse de basket-ball américaine, née le 11 avril 1991 à Alexandria (Virginie).

## Biographie

### WNBA
Non retenue lors de la draft WNBA 2013, elle gagne sa place dans l'effectif des Mystics de Washington, à la faveur du transfert de Monique Currie jusqu'à même intégrer le cinq de départ. 
Appréciant les tâches défensives, elle prend souvent en charge la meilleure attaquante adverse. 
Lors de la victoire face aux Sparks de Los Angeles le 18 juillet 2014, elle établit un record personnel de 18 points.
À la fin août 2015, ses statistiques sont de 7,9 points en 24,5 minutes par rencontre.
Quand durant l'été 2016, les Mystics s'échauffent avec un maillot noir pour protester contre les violences policières, elle intervient auprès de la WNBA pour faire annuler les amendes contre les équipes et les joueuses ayant participé à cette action. Son engagement personnel se nourrit de la mort par balles en 2013 d'un cousin par un sherif, depuis condamné, qui a motivé la création de la TRP Fondation et nourrit de nouveau l'engagement l'engagement des joueuses dans la saison 2020 dédiée à Breonna Taylor,.

## Clubs

### NCAA
- 2009-2013 :  Tar Heels de la Caroline du Nord

### WNBA
- 2013-2018 : Mystics de Washington
- 2019- : Sparks de Los Angeles